# Wapen van Wijns

Wapen van Wijns

Het wapen van Wijns is het dorpswapen van het Nederlandse dorp Wijns, in de Friese gemeente Tietjerksteradeel. Het wapen werd in 1984 geregistreerd.

## Beschrijving
De officiële blazoenering luidt in het Fries als volgt:
yn read twa peallen fan sulver; oer alles hinne in weagjende dwersbalke fan blau; boppe en ûnder, in gouden stjer mei njoggen punten.
De Nederlandse vertaling luidt als volgt:
in rood twee palen van zilver; over alles heen een golvende dwarsbalk van blauw; boven en onder, een gouden ster met negen punten.
De heraldische kleuren zijn: keel (rood), zilver (zilver), azuur (blauw) en goud (goud).

## Symboliek
- Rood veld met zilveren palen: gebaseerd het wapen van Oostergo dat echter dwarsbalken heeft in plaats van palen. Wijns was namelijk de hoofdplaats van het district Winninghe dat ongeveer samenviel met Oostergo. Het omvatte de grietenijen: Ferwerderadeel, Dongeradeel, Dantumadeel, Leeuwarderadeel, Tietjerksteradeel en Idaarderadeel.[2]
- Golvende dwarsbalk: verwijst naar de Dokkumer Ee waar het dorp aan gelegen is.[2]
- Twee negenpuntige sterren: duiden op de afgevaardigden van het district Winninghe. De noordelijke grietenijen Ferwerderadeel, Dongeradeel, Dantumadeel mochten ieder een grietman en twee bijzitters afvaardigen. Evenzo mochten ook de zuidelijke grietenijen alle een grietman en twee bijzitters leveren. Totaal waren dit tweemaal negen afgevaardigden.[2]

Het wapen van Oostergo.

## Zie ook

Vlag van Wijns